# Judgement Time
Judgement Time – dziewiąty album studyjny Anthony’ego B, jamajskiego wykonawcy muzyki reggae i dancehall.
Płyta została wydana 20 stycznia 2004 roku przez amerykańską wytwórnię 2B1 Records. Znalazła się na niej kompilacja najnowszych singli wokalisty. Produkcją nagrań zajął się Bobby "Digital" Dixon.

## Lista utworów
1. "God Above Everything"
2. "Not an Easy Road"
3. "Queen House"
4. "Complex"
5. "Defend the Place"
6. "Back at You"
7. "Reda Dan Red"
8. "Dance With Me"
9. "Big Time"
10. "Lion"
11. "Defend Yourself"
12. "Love Triangle"
13. "It's Time To Change"
14. "Storm Is Over Now"